# Nationalpark Hohe Tauern
Nationalpark Hohe Tauern er Østrigs største nationalpark. Den omfatter en stor del af Centralalpernes hovedkam i Østrigs østalper omkring Hohe Tauern mellem kilderne til Isel, Möll, Mur og Salzach. Den dækker en strækning på over 100 km fra øst til vest og over 40 km fra nord til syd.
Nationalparken blev etableret i 1981 og har et samlet areal på over 1.800 km², og ligger i de østrigske delstater Salzburg (805 km²), Tyrol (611 km² ) og Kärnten (420 km²). Kendte seværdigheder i nationalparken er Krimmler vandfaldene, Umbalfälle og gletsjerudsigtsvejen i Innergschlöß ved Matrei in Tirol.
Flere af Østrigs højeste bjerge ligger i naturparkens kernezone, hvor naturbeskyttelsen er meget højt rangeret. Det er bl.a. bjergene Großglockner (3.798 moh) og Großvenediger (3.666 moh). Yderzonen af nationalparken er præget af hundreder af års menneskelig aktivitet, med store sæterarealer med traditionelle huse, træstalde og stenmure. Beskyttelsesområdet skaber gode betingelser for tusinder af dyre- og plantearter, og nationalparken sørger for at sikre videreførelsen af truede arter.

## Turisme
Turismen er i høj grad baseret på bæredygtighed, hvor naturværdierne skal respekteres. Der tilbydes et stort antal naturguidninger, trekkingture og andre naturoplevelser, ligesom der også er særlige besøgscentre med udstillinger osv. Nationalparken Hohe Tauern blev i 2006 anerkendt af World Conservation Union som et beskyttelsesområde i kategori II (Nationalpark).